# L'essenziale
L'essenziale é uma canção do cantor Marco Mengoni. Ele representou a Itália no Festival Eurovisão da Canção 2013 na final onde ficou em 7º lugar com 126 pontos.